# 대구새론초등학교
대구새론초등학교는 대한민국 대구광역시 동구에 있는 공립 초등학교이다.

## 연혁
- 2011-11-29 대구새론초등학교 신설계획 의결
- 2013-01-09 대구새론초등학교 착공 - 대지면적 : 12.783m2 학급수: 초등학교 31학급(특수1학급포함)
- 2013-04-01 개교 준비 겸임교원 발령 6명(교장1,교감1,교사4)
- 2013-12-03 대구새론초등학교 교명 선정(교명선정협의회) - '늘 새로운 사람이 되어라'라는 의미로 아이들의 바른 성정과 교육을 기대 순 우리말인 '새로운'의 준말
- 2014-01-01 행정실 직원 발령(행정실장1,행정직원2,시설관리1)
- 2014-03-01 초대(初代) 윤여선 교장 취임
- 2014-03-01 대구새론초등학교 6학급 개교(학년별 1학급, 학생수 57명)
- 2014-03-01 대구새론초등학교 교표, 교화(과꽃), 교목(대나무) 선정
- 2014-05-20 대구새론초등학교 급식 시식회 개최
- 2014-05-23 대구새론초등학교 신축교사 이전(학년별 1학급, 학생수 63명)
- 2014-05-26 대구새론초등학교 급식 개시
- 2014-09-01 7학급 편성
- 2014-09-30 대구새론초등학교 개교식 (7학급, 학생수 76명)
- 2014-11-26 교가 제정 승인
- 2014-12-10 전국 디지털교과서 / 스마트교육 공모전 수상 [학생 영역: 대상 1팀, 최우수상 1팀, 우수상 1팀] [교사 영역: 최우수상 1명, 우수상 1명]
- 2014-12-22 스마트미디어 청정학교 사업운영 전국 최우수상 수상
- 2015-02-13 제1회 졸업식